# Panicum inaequilatum
Panicum inaequilatum är en gräsart som beskrevs av Otto Stapf och Charles Edward Hubbard. Panicum inaequilatum ingår i släktet vipphirser, och familjen gräs. Inga underarter finns listade i Catalogue of Life.